# アンダンテ・ファヴォリ
『アンダンテ・ファヴォリ』（Andante favori） WoO57 は、ルートヴィヒ・ヴァン・ベートーヴェンが作曲したピアノ独奏曲。

## 概要
この作品はもともとピアノソナタ第21番（ヴァルトシュタイン）の第2楽章として、1803年から1804年にかけて作曲された。アレグザンダー・ウィーロック・セイヤーはベートーヴェンの伝記の中で次のように述べている。
リースが伝えるところでは、ベートーヴェンのある友人がそのソナタは長すぎると伝えたところ、その人物は彼から酷く非難されたのだという。しかし、静かに熟考したベートーヴェンは批判の正しさに納得した。そのアンダンテ（中略）は従って取り除かれ、代わりに現在の形のような興味深いロンドへの序奏があてがわれることになった。ソナタの出版から1年後、アンダンテも別途世に出された。
セイヤーらはソナタの現行の第2楽章が、その他の楽章とは別の時期に書かれたことは確実であると指摘している。こうして、本作は独立した作品として1805年にウィーンの美術工芸社から出版された。初版時には単に『ピアノのためのアンダンテ』と題されていたが、1807年にブライトコプフ・ウント・ヘルテルが刊行した版で『アンダンテ・ファヴォリ』に変更された。ベートーヴェンの弟子であったカール・チェルニーは、その理由についてこう説明している。
楽曲が人気を獲得していたため（先生はこれをよく人前で演奏していました）、先生は曲にアンダンテ・ファヴォリという題を与えることにしました。先生は私に手稿譜のみならず校正刷りも送ってくれていたので、私はそのことをよく理解しています。
巧みな変奏技法をみせる本作には、ヴァルター・リーツラーが指摘するベートーヴェン後期の特徴である「浮遊」するような楽想も見え隠れしている。

## 楽曲構成
一見ロンド形式を思わせる構成となっているが、繰り返される主題の間に挿入部を持たないためにロンドとは言えない、と丸山は指摘している。オールミュージックのジェームズ・リールも「一種のロンド」として、ロンドと断定することを避けている。曲中では主題を提示するごとに性格を変え、音価を細分化して発展させており、内容的にはむしろ変奏曲に相当する作品であるといえる。曲は譜例に示される主題の提示に開始する。以降、この主題が計5回繰り返されていく。
譜例